# Medford Lakes
Medford Lakes é um distrito localizado no estado americano de Nova Jérsei, no Condado de Burlington.

## Demografia
Segundo o censo americano de 2000, a sua população era de 4173 habitantes.
Em 2006, foi estimada uma população de 4161, um decréscimo de 12 (-0.3%).

## Geografia
De acordo com o United States Census Bureau tem uma área de
3,4 km², dos quais 3,1 km² cobertos por terra e 0,3 km² cobertos por água. Medford Lakes localiza-se a aproximadamente 13 m acima do nível do mar.

## Localidades na vizinhança
O diagrama seguinte representa as localidades num raio de 16 km ao redor de Medford Lakes.